# Wełykodołynśke
Wełykodołynśke (ukr. Великодоли́нське, ros. Великодоли́нское, niem. Großliebenthal) – osiedle typu miejskiego na Ukrainie, w obwodzie odeskim, w rejonie odeskim. Liczba ludności 1 stycznia 2015 roku wynosiła 13 446 osób.
Osadę pod nazwą Großliebenthal (Гросслібенталь) założyli w 1804 roku niemieccy osadnicy. Od 1945 do 1957 roku pod nazwą Wełyka Akkarża (Велика Аккаржа). Od 1957 roku osiedle typu miejskiego pod obecną nazwą.